# Hippotion talboti
Hippotion talboti är en fjärilsart som beskrevs av Clark 1930. Hippotion talboti ingår i släktet Hippotion och familjen svärmare. Inga underarter finns listade i Catalogue of Life.